# Bisdom Würzburg
Het bisdom Würzburg (Duits: Bistum Würzburg; Latijn: Dioecesis Herbipolensis) is een rooms-katholiek bisdom dat ligt in het midden van Duitsland.

## Geschiedenis
Het bisdom Würzburg werd in 742 door Bonifatius gesticht en werd eind 8e eeuw een suffragaanbisdom van het door Karel de Grote tot aartsbisdom verheven Mainz. Bekende bisschoppen in de tweede helft van de 9e eeuw, Arn van Würzburg en Rudolf I van Würzburg. In 1007 stelde de Duitse koning Hendrik II uit delen van Würzburg het nieuwe bisdom Bamberg samen. 
Door een privilege van keizer Frederik I Barbarossa werden de bisschoppen van Würzburg ook hertog van Franken, waarna het zich tot een belangrijk prinsbisdom ontwikkelde. Zie prinsbisdom Würzburg
Würzburg werd op grond van de Reichsdeputationshauptschluss van 1803 door het keurvorstendom Beieren geseculariseerd. Het bisdom werd in 1821 heropgericht als suffragaanbisdom van Bamberg.
In 2018 werd Franz Jung de bisschop van Würzburg.

## Dekenaten
- Aschaffenburg
- Bad Kissingen
- Haßberge
- Kitzingen
- Main-Spessart
- Miltenberg
- Rhön-Grabfeld
- Schweinfurt
- Würzburg